# Flexitrichum
Flexitrichum, rod pravih mahovina smješten u vlastitu porodicu Flexitrichaceae, dio podrazreda Dicranidae. Postoje dvije priznate vrste
Obje vrste raširene su diljem svijeta, poglavito po EDuropi i Sjevernoj Americi

## Vrste
1. Flexitrichum flexicaule (Schwägr.) Ignatov & Fedosov
2. Flexitrichum gracile (Mitt.) Ignatov & Fedosov